# 波利亚
波利亚（法語：Polliat，法語發音：[pɔlja]）是法国东部安省的一个市镇，属于布雷斯地区布尔格区。

## 地理
波利亚（46°14'56"N, 5°7'33"E）面积20.07 平方千米，位于法国奥弗涅-罗讷-阿尔卑斯大区安省，该省份为法国东部省份，北起汝拉省，西北接索恩-卢瓦尔省，西接罗讷省和里昂大都会，南至伊泽尔省，东与萨瓦省、上萨瓦省和瑞士接壤。
与波利亚接壤的市镇（或旧市镇、城区）包括：阿蒂尼亚、比埃拉斯、孔弗朗松、屈尔塔丰、梅泽里亚、蒙塞、圣但尼莱布尔、圣马丹勒沙泰勒、旺丹、维里亚。

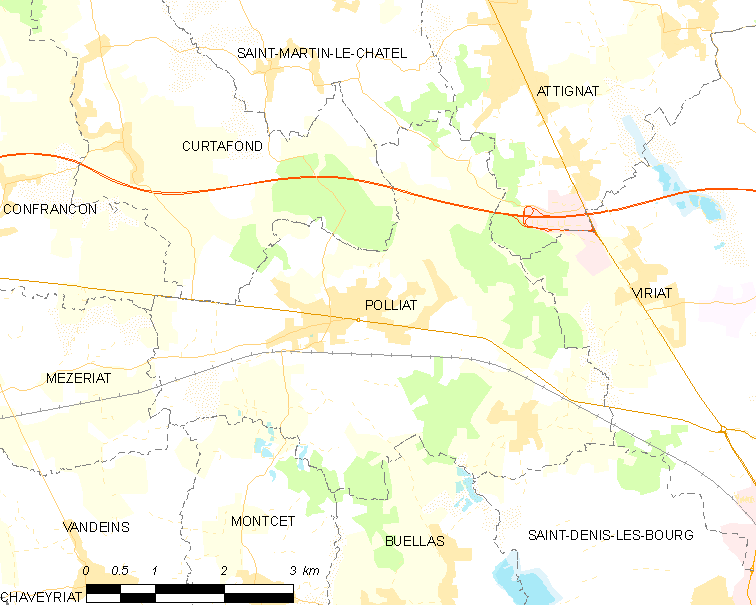
波利亚的OSM定位图

波利亚的时区为UTC+01:00、UTC+02:00（夏令时）。

## 行政
波利亚的邮政编码为01310，INSEE市镇编码为01301。

## 政治
波利亚所属的省级选区为阿蒂尼亚县。

## 人口

1962-2008年间波利亚人口变化图示

波利亚于2022年1月1日时的人口数量为2694人。